# رامحة شوكاء
رامحة شوكاء (الاسم العلمي:Dovyalis spinosissima) هي نوع من النباتات تتبع جنس الرامحة من الفصيلة الصفصافية.